# Brede (plaats)
Brede is een civil parish in het bestuurlijke gebied Rother, in het Engelse graafschap East Sussex met 1763 inwoners.